# Lovelady
La ville de Lovelady est située dans le comté de Houston, dans l’État du Texas, aux États-Unis. Sa population s’élevait à 649 habitants lors du recensement de 2010, estimée à 621 habitants en 2016.

## Source
- (en) Cet article est partiellement ou en totalité issu de l’article de Wikipédia en anglais intitulé « Lovelady, Texas » (voir la liste des auteurs).